# Fada Cola
Fada Cola is een Frans colamerk dat wordt geproduceerd in Marseille en ook alleen in dezelfde regio wordt gedistribueerd door La Fabrique Marseillaise. De naam "Fada" betekent "gek" in het Marseillaanse dialect.
De slogan van het bedrijf is Qui ne boit pas Fada ne vient pas de marseille! (Nederlands: Wie geen Fada drinkt, komt niet uit Marseille!). Daarmee speelt het in op het sterk levende lokale patriottisme.
Hoewel het merk pas in 2004 voor het eerst op de markt werd gebracht, verspreidt Fado Cola zelf als "legende" het verhaal dat het merk in 1937 zou zijn gesticht door Baptistin Fadoli. Nadat het drankje niet langer werd verkocht en het recept verloren gegaan leek te zijn, werd het volgende dezelfde "legende" in augustus 2004 teruggevonden. In december 2004 lukte het La Fabqique Marseillaise dan eindelijk om het oude drankje te laten herleven en weer op de markt te brengen.